# Morti il 27 luglio
| Questa pagina contiene informazioni ricavate automaticamente dalle voci biografiche con l'ausilio del template Bio e di un bot. L'aggiornamento è periodico e automatico e ricostruisce completamente la pagina. Se manca una persona in questa lista, sei pregato di non aggiungerla, ma accertati piuttosto che la sua voce biografica contenga il template Bio e che i dati anagrafici siano correttamente compilati. Se il template Bio manca, inseriscilo tu stesso o, in alternativa, metti l'avviso {{tmp\|Bio}} che ne segnala la mancanza. Se i dati riportati sono sbagliati, correggi direttamente la voce biografica; le modifiche saranno visibili in questa lista entro pochi giorni. Per chiarimenti vedi il progetto biografie. La lista contiene solo le 517 persone che sono citate nell'enciclopedia e per le quali è stato implementato correttamente il template Bio. Pagina aggiornata al 9 ago 2025. |

## IV secolo(1)
- 305 - Pantaleone di Nicomedia, santo romano

## V secolo(1)
- 432 - Papa Celestino I, papa, vescovo e santo romano (n. 359)

## IX secolo(1)
- 852 - Natalia di Cordova, spagnolo

## X secolo(1)
- 975 - Renoul d'Angoulême, conte

## XI secolo(3)
- 1061 - Papa Niccolò II, papa e vescovo cattolico francese
- 1080 - Roberto di Montescaglioso, conte
- 1094 - Ruggero II di Montgomery, nobile francese

## XII secolo(7)
- 1101 - Corrado di Lorena, sovrano (n. 1074)
- 1101 - Ugo d'Avranches, nobile francese
- 1136 - Guigo I, monaco cristiano e teologo francese (n. 1083)
- 1142 - Bertoldo di Garsten, abate e santo tedesco (n. 1060)
- 1144 - Salomea di Berg, nobile tedesca
- 1158 - Goffredo VI d'Angiò, conte (n. 1134)
- 1179 - Mudzafar Shah I di Kedah, sultano malese

## XIII secolo(3)
- 1276 - Giacomo I d'Aragona, re (n. 1208)
- 1280 - Nevolone, beato italiano
- 1287 - Ugo di Evesham, cardinale inglese

## XIV secolo(10)
- 1304 - Andrea III di Vladimir, sovrano russo (n. 1260)
- 1308 - Abu Thabit 'Amir, sultano (n. 1284)
- 1320 - Heinrich von Plötzke, cavaliere tedesco (n. 1264)
- 1348 - Bianca di Borgogna, contessa (n. 1288)
- 1350 - Lucia Bufalari, religiosa italiana
- 1355 - Paolo Gherardo de' Vasconi, vescovo cattolico italiano
- 1365 - Rodolfo IV d'Asburgo, nobile austriaco (n. 1339)
- 1377 - Federico IV di Sicilia, re (n. 1341)
- 1377 - Robert de Juliac, francese
- 1382 - Giovanna I di Napoli, regina

## XV secolo(6)
- 1448 - Antonio Baratella, poeta italiano
- 1457 - Gentile Brancaleoni, duchessa (n. 1416)
- 1465 - Margherita di Brandeburgo, principessa (n. 1410)
- 1473 - Nicola I di Lorena, duca francese (n. 1448)
- 1479 - Cristoforo Mantegazza, scultore italiano
- 1498 - Vespasiano da Bisticci, scrittore e umanista italiano (n. 1421)

## XVI secolo(9)
- 1510 - Giovanni Sforza, condottiero italiano (n. 1466)
- 1519 - Zanobi Acciaiuoli, religioso, scrittore e traduttore italiano (n. 1461)
- 1523 - Cesare da Sesto, pittore italiano (n. 1477)
- 1525 - Guillén-Ramón de Vich y de Vallterra, cardinale e vescovo cattolico spagnolo
- 1568 - Gabriele Cesano, vescovo cattolico italiano (n. 1490)
- 1582 - Andō Morinari, militare giapponese (n. 1503)
- 1582 - Filippo di Piero Strozzi, nobile, generale e condottiero italiano (n. 1541)
- 1585 - Ichijō Kanesada, militare giapponese (n. 1543)
- 1589 - Dirk Jansz Graeff, nobile e politico olandese (n. 1542)

## XVII secolo(16)
- 1605 - Gabriele Busca, architetto e ingegnere militare italiano
- 1620 - Ippolito della Rovere, militare italiano (n. 1554)
- 1622 - Tommaso Knyvet, I barone Knyvet, nobile britannico (n. 1545)
- 1624 - Ercole Vaccari, vescovo italiana (n. 1550)
- 1626 - Luigi V d'Assia-Darmstadt (n. 1577)
- 1632 - Antoine Coiffier de Ruzé, militare francese (n. 1581)
- 1635 - Şehzade Bayezid, principe ottomano (n. 1612)
- 1635 - Şehzade Süleyman, principe ottomano
- 1637 - John Gerard, gesuita e missionario inglese (n. 1564)
- 1638 - Giovanni VIII di Nassau-Siegen, nobile e militare tedesco (n. 1583)
- 1644 - Clas Fleming, ammiraglio svedese (n. 1592)
- 1665 - Francesco Cairo, pittore italiano (n. 1607)
- 1675 - Henri de La Tour d'Auvergne, visconte di Turenne, generale francese (n. 1611)
- 1677 - Johannes Loccenius, giurista tedesco (n. 1598)
- 1689 - John Graham, I visconte Dundee, militare, politico e nobile scozzese (n. 1648)
- 1697 - Dominik Mikołaj Radziwiłł, nobile e politico polacco (n. 1643)

## XVIII secolo(17)
- 1710 - Domenico Guglielmini, matematico, chimico e medico italiano (n. 1655)
- 1710 - Guglielmo di Nassau-Zuylestein, II conte di Rochford, militare inglese (n. 1682)
- 1735 - Adolf Bernard von Martinitz, nobile e politico austriaco (n. 1680)
- 1737 - Maria Maddalena Martinengo, religiosa e mistica italiana (n. 1687)
- 1751 - Charles Beauclerk, II duca di St. Albans, nobile e politico inglese (n. 1696)
- 1756 - Marie Sallé, danzatrice e coreografa francese
- 1759 - Pierre-Louis Moreau de Maupertuis, matematico, fisico e filosofo francese (n. 1698)
- 1769 - Johann Christian Vollerdt, pittore tedesco (n. 1708)
- 1770 - Robert Dinwiddie, politico britannico (n. 1693)
- 1774 - Samuel Gottlieb Gmelin, botanico, ornitologo e esploratore tedesco (n. 1744)
- 1775 - Cirillo V di Costantinopoli, arcivescovo ortodosso greco
- 1778 - Jean-Baptiste Lemoyne, scultore e pittore francese (n. 1704)
- 1783 - Johann Philipp Kirnberger, violinista, clavicembalista e compositore tedesco (n. 1721)
- 1789 - Nicolas Le Camus de Mézières, architetto e teorico dell'architettura francese (n. 1721)
- 1789 - William Savage, compositore, organista e cantante inglese (n. 1720)
- 1794 - Augustin de Robespierre, politico francese (n. 1763)
- 1794 - Louis Armand Constantin de Rohan, ammiraglio francese (n. 1732)

## XIX secolo(54)
- 1801 - Massimiliano d'Asburgo-Lorena, nobile (n. 1756)
- 1803 - Uno von Troil, arcivescovo luterano svedese (n. 1746)
- 1805 - Brian Merriman, poeta irlandese
- 1808 - Fredrik Vilhelm von Hessenstein, generale e nobile svedese (n. 1735)
- 1810 - Eugenius Johann Christoph Esper, entomologo tedesco (n. 1742)
- 1811 - George Townshend, II marchese Townshend, nobile e politico inglese (n. 1753)
- 1812 - Clemente Venceslao di Sassonia, arcivescovo cattolico tedesco (n. 1739)
- 1818 - Alphonse-Hubert de Latier de Bayane, cardinale francese (n. 1739)
- 1822 - Eugenio II di Costantinopoli, arcivescovo ortodosso greco (n. 1780)
- 1825 - Claude Fournier, rivoluzionario francese (n. 1745)
- 1825 - Jean-Baptiste Godart, entomologo francese (n. 1775)
- 1828 - Radama I, re malgascio (n. 1793)
- 1834 - Henry Bathurst, III conte Bathurst, politico britannico (n. 1762)
- 1834 - Jean-Joseph Delplancq, vescovo cattolico belga (n. 1767)
- 1835 - Gilbert Thomas Burnett, botanico britannico (n. 1800)
- 1837 - Pablo Morillo, generale spagnolo (n. 1775)
- 1838 - Johann Christoph Wendland, botanico tedesco (n. 1755)
- 1841 - Michail Jur'evič Lermontov, poeta, drammaturgo e scrittore russo (n. 1814)
- 1844 - John Dalton, chimico, fisico e meteorologo inglese (n. 1766)
- 1844 - René-Charles Guilbert de Pixerécourt, drammaturgo, direttore teatrale e traduttore francese (n. 1773)
- 1853 - Tokugawa Ieyoshi, militare giapponese (n. 1793)
- 1856 - Michail Michajlovič Kuznecov, generale russo (n. 1791)
- 1856 - Luigi Provana del Sabbione, storico e politico italiano (n. 1786)
- 1858 - Leopoldo Laperuta, architetto italiano (n. 1771)
- 1862 - Pierre Toussaint Marcel de Serres de Mesplès, geologo francese (n. 1783)
- 1863 - Traugott Faber, pittore, incisore e litografo tedesco (n. 1786)
- 1863 - Federico di Prussia, generale prussiano (n. 1794)
- 1864 - Ferdinand Palluel, politico e avvocato francese (n. 1796)
- 1865 - Jean-Joseph Dassy, pittore francese (n. 1791)
- 1865 - Alphonse Henri d'Hautpoul, politico e militare francese (n. 1789)
- 1866 - Charlotte Clive, nobildonna inglese (n. 1787)
- 1869 - Carlo Catinelli, militare, politico e saggista italiano (n. 1780)
- 1871 - Tommaso Gar, archivista e bibliotecario italiano (n. 1808)
- 1872 - George Walker Crawford, politico statunitense (n. 1798)
- 1873 - Fëdor Ivanovič Tjutčev, scrittore e poeta russo (n. 1803)
- 1874 - Giuseppe Frattallone, scultore italiano (n. 1832)
- 1874 - Anselm von Rothschild, banchiere e filantropo austriaco (n. 1803)
- 1876 - Thomas Louis Connolly, arcivescovo cattolico irlandese (n. 1814)
- 1877 - François Blanc, imprenditore, scrittore e mecenate francese (n. 1806)
- 1877 - Silvestro La Farina, patriota e politico italiano (n. 1811)
- 1877 - Napoleon Suchet, politico, militare e nobile francese (n. 1813)
- 1878 - Faustino Sanseverino, nobile e politico italiano (n. 1801)
- 1879 - Friedrich von Gerolt, diplomatico e nobile tedesco (n. 1797)
- 1881 - Hewett Cottrell Watson, botanico inglese (n. 1804)
- 1883 - Montgomery Blair, politico statunitense (n. 1813)
- 1883 - Franz Doppler, flautista e compositore austriaco (n. 1821)
- 1885 - Penry Williams, artista gallese (n. 1802)
- 1886 - Eliza Lynch, first lady paraguaiana (n. 1833)
- 1890 - Gaetano Mastellari, artista italiano (n. 1822)
- 1894 - Sebastian Altmann, architetto tedesco (n. 1827)
- 1894 - Alessandro Pernati di Momo, politico e magistrato italiano (n. 1808)
- 1895 - James Grimston, II conte di Verulam, nobile e politico inglese (n. 1809)
- 1898 - Sof'ja Sergeevna Trubeckaja, nobildonna russa (n. 1838)
- 1899 - Tassilo von der Lasa, scacchista e diplomatico tedesco (n. 1818)

## XX secolo(238)
- 1901 - Antonio María Cascajares y Azara, cardinale e arcivescovo cattolico spagnolo (n. 1834)
- 1901 - Gio Batta Paita, politico italiano (n. 1829)
- 1901 - Brooke Foss Westcott, biblista e teologo britannico (n. 1825)
- 1902 - Gustave Trouvé, ingegnere, inventore e fisico francese (n. 1839)
- 1903 - Enrico Cenni, giurista, storico e letterato italiano (n. 1825)
- 1903 - Bozcaadalı Hasan Hüsnü Pascià, ammiraglio ottomano (n. 1832)
- 1903 - Lina Sandell, poetessa e traduttrice svedese (n. 1832)
- 1903 - Frédéric Albert Constantin Weber, botanico francese (n. 1830)
- 1907 - Eduardo Benot, lessicografo e politico spagnolo (n. 1822)
- 1907 - John Cardwell, lottatore statunitense (n. 1886)
- 1907 - Joseph Hansen, ballerino e coreografo belga (n. 1842)
- 1907 - Willoughby Dayton Miller, medico, microbiologo e odontoiatra statunitense (n. 1853)
- 1908 - Giovanni Mattioni, politico italiano (n. 1870)
- 1909 - Max Runge, ginecologo tedesco (n. 1849)
- 1911 - Carlo Songa, pittore e scenografo italiano (n. 1856)
- 1912 - Maria Grazia Tarallo, religiosa italiana (n. 1866)
- 1916 - Karl Klindworth, pianista e editore musicale tedesco (n. 1830)
- 1917 - Emil Theodor Kocher, chirurgo svizzero (n. 1841)
- 1918 - Thomas Audo, arcivescovo cattolico e filologo iracheno (n. 1855)
- 1919 - Charles Conrad Abbott, archeologo e naturalista statunitense (n. 1843)
- 1920 - Angiolo Badaloni, architetto e ingegnere italiano (n. 1849)
- 1920 - Armand Gautier, biochimico francese (n. 1837)
- 1924 - Ferruccio Busoni, compositore e pianista italiano (n. 1866)
- 1924 - Elia Pampuri, lottatore italiano (n. 1886)
- 1927 - Eugénie Garsin, imprenditrice e scrittrice francese (n. 1855)
- 1927 - Jacob Nienhuys, imprenditore, mecenate e filantropo olandese (n. 1836)
- 1929 - Rosa Junck, esperantista boema (n. 1850)
- 1929 - Raoul Pictet, fisico svizzero (n. 1846)
- 1929 - John Franklin Alexander Strong, giornalista e politico statunitense (n. 1856)
- 1930 - Filippo De Cecco, imprenditore italiano (n. 1854)
- 1930 - Bernard Edmunds, golfista statunitense (n. 1868)
- 1931 - Auguste Forel, psichiatra e entomologo svizzero (n. 1848)
- 1931 - Jacques Herbrand, matematico francese (n. 1908)
- 1931 - Alfredo Peri-Morosini, vescovo cattolico svizzero (n. 1862)
- 1931 - Emil Solleder, alpinista tedesco (n. 1899)
- 1932 - Adrian Birch, allenatore di calcio inglese (n. 1872)
- 1932 - Josephine Crowell, attrice canadese (n. 1859)
- 1932 - Gisella d'Asburgo-Lorena, nobildonna austriaca (n. 1856)
- 1933 - Pasquale Calderoni Martini, numismatico e politico italiano (n. 1859)
- 1934 - Hubert Lyautey, generale francese (n. 1854)
- 1935 - Crescenzo Del Monte, poeta italiano (n. 1868)
- 1935 - Edmund Garratt Gardner, storico e italianista britannico (n. 1869)
- 1935 - Benjamin Lincoln Robinson, botanico statunitense (n. 1864)
- 1936 - Marcello Colongo, calciatore italiano (n. 1878)
- 1936 - Eustaquio Nieto y Martín, vescovo cattolico spagnolo (n. 1866)
- 1936 - Emilio Perinetti, pittore italiano (n. 1853)
- 1937 - Hans Dahl, pittore norvegese (n. 1849)
- 1937 - Somerset Gough-Calthorpe, ammiraglio inglese (n. 1865)
- 1938 - Enrico Asinari di San Marzano, generale e politico italiano (n. 1869)
- 1938 - Tom Crean, esploratore e militare irlandese (n. 1877)
- 1938 - John Exley, canottiere statunitense (n. 1867)
- 1938 - Michail Dmitrievič Velikanov, militare sovietico (n. 1892)
- 1940 - Luciano Molinari, attore, cantante e imitatore italiano (n. 1880)
- 1941 - Roberto Liberi, militare e aviatore italiano (n. 1901)
- 1942 - Hedwig Pringsheim, attrice tedesca (n. 1855)
- 1942 - Valentin Feldman, filosofo francese (n. 1909)
- 1942 - Furio Niclot Doglio, militare e aviatore italiano (n. 1908)
- 1942 - Karl Pärsimägi, pittore estone (n. 1902)
- 1942 - Antonio Sogliano, archeologo italiano (n. 1854)
- 1942 - André Zirnheld, militare francese (n. 1913)
- 1943 - Nikolaj Batjuk, generale sovietico (n. 1905)
- 1943 - Josef Jennewein, aviatore e sciatore alpino tedesco (n. 1919)
- 1943 - Herbert Barrett, tennista britannico (n. 1873)
- 1943 - Maria Clemenza Staszewska, religiosa polacca (n. 1890)
- 1944 - Renzo Cattaneo, partigiano italiano (n. 1927)
- 1944 - Perry McGillivray, nuotatore, pallanuotista e allenatore di pallanuoto statunitense (n. 1893)
- 1944 - Francis James Mortimer, fotografo britannico (n. 1874)
- 1945 - Gaston Milian, medico e dermatologo francese (n. 1871)
- 1945 - Albert Taillandier, pistard francese (n. 1879)
- 1946 - Gertrude Stein, scrittrice e poetessa statunitense (n. 1874)
- 1947 - Willy Arlt, calciatore tedesco (n. 1919)
- 1947 - Ivan Regen, biologo e entomologo sloveno (n. 1868)
- 1947 - Langdon West, regista statunitense (n. 1886)
- 1948 - Susan Glaspell, scrittrice, giornalista e drammaturga statunitense (n. 1876)
- 1948 - Francesco Spetrino, direttore d'orchestra e compositore italiano (n. 1857)
- 1949 - Ellery Clark, altista, lunghista e multiplista statunitense (n. 1874)
- 1949 - Vince Dundee, pugile statunitense (n. 1907)
- 1951 - Emilio Chiocchetti, filosofo e francescano italiano (n. 1880)
- 1951 - Joe Cunningham, tennista statunitense (n. 1867)
- 1951 - Enzo Fusco, poeta italiano (n. 1899)
- 1951 - Henry Marillier, scrittore inglese (n. 1865)
- 1951 - Vasilij Grigor'evič Voskresenskij, impresario teatrale, direttore teatrale e militare russo (n. 1888)
- 1952 - Antonio Certani, violoncellista e compositore italiano (n. 1879)
- 1952 - Nino Rossi, pianista e compositore italiano (n. 1895)
- 1952 - Henry Terry, crickettista britannico (n. 1868)
- 1953 - Edith Austin, tennista britannica (n. 1867)
- 1953 - Arduino Severini, avvocato e politico italiano (n. 1888)
- 1954 - Diran Alexanian, violoncellista e docente armeno (n. 1881)
- 1954 - Italo Marchioni, imprenditore italiano (n. 1868)
- 1954 - Gaetano Orsolini, scultore, incisore e medaglista italiano (n. 1884)
- 1954 - Jacob Tullin Thams, saltatore con gli sci e velista norvegese (n. 1898)
- 1955 - Aurelio Drago, ingegnere e politico italiano (n. 1873)
- 1955 - Giuseppe Ferrandi, partigiano e politico italiano (n. 1900)
- 1958 - Claire Chennault, generale statunitense (n. 1893)
- 1958 - Jens Keith, coreografo e attore tedesco (n. 1898)
- 1958 - Harry Warner, produttore cinematografico statunitense (n. 1881)
- 1959 - Aleksandăr Cankov, politico bulgaro (n. 1879)
- 1960 - Liesl Karlstadt, cabarettista e attrice tedesca (n. 1892)
- 1960 - Georgi Kjoseivanov, politico bulgaro (n. 1884)
- 1960 - Julie Vinter Hansen, astronoma danese (n. 1890)
- 1960 - Ethel Lilian Voynich, scrittrice irlandese (n. 1864)
- 1961 - Theodore Chanler, compositore statunitense (n. 1902)
- 1962 - Richard Aldington, poeta, scrittore e saggista britannico (n. 1892)
- 1962 - Tiberio Condello, attore, scrittore e poeta italiano (n. 1904)
- 1962 - Conrad Arnold Elvehjem, biochimico statunitense (n. 1901)
- 1962 - Richard Herrmann, calciatore tedesco occidentale (n. 1923)
- 1962 - Carlo Morosi, calciatore italiano (n. 1911)
- 1962 - Ion Țuculescu, pittore rumeno (n. 1910)
- 1963 - Alberto Bruciamonti, calciatore italiano (n. 1891)
- 1963 - Trygve Bøyesen, ginnasta norvegese (n. 1886)
- 1964 - Salvatore Aldisio, politico italiano (n. 1890)
- 1964 - Bo Farrington, giocatore di football americano statunitense (n. 1936)
- 1964 - Willie Galimore, giocatore di football americano statunitense (n. 1935)
- 1964 - Harry Shannon, attore statunitense (n. 1890)
- 1965 - Antonio Bassi, scultore italiano (n. 1889)
- 1965 - Roberto Bazlen, critico letterario, traduttore e curatore editoriale italiano (n. 1902)
- 1965 - Daniel-Rops, saggista e romanziere francese (n. 1901)
- 1966 - Norman Gregg, oculista australiano (n. 1892)
- 1966 - Hermann Wiggers, calciatore tedesco (n. 1880)
- 1967 - Veljko Petrović, poeta e scrittore serbo (n. 1884)
- 1968 - Lilian Harvey, attrice e cantante britannica (n. 1906)
- 1968 - André Vercruysse, ciclista su strada belga (n. 1895)
- 1969 - Moisés Solana, pilota automobilistico messicano (n. 1935)
- 1969 - Arsenij Grigor'evič Zverev, politico e insegnante sovietico (n. 1900)
- 1970 - Paul Armengaud, generale francese (n. 1879)
- 1970 - Vittorio Galluzzi, avvocato e politico italiano (n. 1901)
- 1970 - Charles Lelong, velocista francese (n. 1891)
- 1970 - Romolo Parboni, pugile italiano (n. 1900)
- 1970 - António de Oliveira Salazar, politico e economista portoghese (n. 1889)
- 1971 - Carlo Curcio, giornalista e storico italiano (n. 1898)
- 1971 - Elvira Fabbri Pitteri, pittrice italiana (n. 1896)
- 1971 - Bernhard Paumgartner, direttore d'orchestra, compositore e musicologo austriaco (n. 1887)
- 1971 - Charlie Tully, calciatore e allenatore di calcio nordirlandese (n. 1924)
- 1972 - Richard Nikolaus di Coudenhove-Kalergi, politico e filosofo austriaco (n. 1894)
- 1972 - Allen J. Ellender, politico statunitense (n. 1890)
- 1972 - Murray Mendenhall, allenatore di pallacanestro statunitense (n. 1898)
- 1972 - Arnolds Spekke, scrittore, diplomatico e storico lettone (n. 1887)
- 1973 - Mohamed Hemmat, pallanuotista egiziano
- 1973 - Raffaele Mattioli, banchiere, economista e mecenate italiano (n. 1895)
- 1973 - Eddie Rickenbacker, aviatore statunitense (n. 1890)
- 1974 - Benigno Carrara, vescovo cattolico italiano (n. 1888)
- 1974 - Eric Mervyn Lindsay, astronomo britannico (n. 1889)
- 1974 - Lightnin' Slim, cantautore e chitarrista statunitense (n. 1913)
- 1975 - Edmundo Piaggio, calciatore argentino (n. 1905)
- 1975 - Anne Spencer, poetessa e attivista statunitense (n. 1882)
- 1976 - Paul Angoulvent, editore francese (n. 1899)
- 1976 - Georges-Ambroise Davy, sociologo francese (n. 1883)
- 1977 - Lydia d'Arenberg, nobile italiana (n. 1905)
- 1977 - Ottorino Bertolini, storico e medievista italiano (n. 1892)
- 1977 - Willy Bogner, sciatore nordico e imprenditore tedesco (n. 1909)
- 1977 - Milt Buckner, pianista statunitense (n. 1915)
- 1978 - Willem van Otterloo, direttore d'orchestra e compositore olandese (n. 1907)
- 1979 - Antonio Cerotti, calciatore argentino (n. 1901)
- 1979 - Ettore Manni, attore italiano (n. 1927)
- 1979 - Shirley Mason, attrice statunitense (n. 1900)
- 1979 - Henri Saint Cyr, cavaliere svedese (n. 1902)
- 1980 - Rushdy Abaza, attore, sceneggiatore e produttore cinematografico egiziano (n. 1926)
- 1980 - Mohammad Reza Pahlavi, persiano (n. 1919)
- 1981 - Henri Marcel Gaussen, botanico francese (n. 1891)
- 1981 - William Wyler, regista tedesco (n. 1902)
- 1982 - Goldie Colwell, attrice statunitense (n. 1889)
- 1982 - Hilda James, nuotatrice britannica (n. 1904)
- 1982 - Arif Hikmet Koyunoğlu, architetto e fotografo turco (n. 1888)
- 1983 - Gladys Mitchell, scrittrice e insegnante britannica (n. 1901)
- 1984 - Carlo Cremaschi, politico e partigiano italiano (n. 1917)
- 1984 - Guillermo Díaz-Plaja, saggista, poeta e critico letterario spagnolo (n. 1909)
- 1984 - Laurence Jackson, giocatore di curling britannico (n. 1900)
- 1984 - James Mason, attore britannico (n. 1909)
- 1984 - Jeanne Modigliani, storica dell'arte e saggista italiana (n. 1918)
- 1984 - Igor' Vital'evič Savickij, pittore e archeologo sovietico (n. 1915)
- 1986 - Kenn Duncan, fotografo statunitense (n. 1928)
- 1986 - Alfredo Mazzoni, allenatore di calcio e calciatore italiano (n. 1908)
- 1986 - Tom Moone, hockeista su ghiaccio statunitense (n. 1908)
- 1986 - Dorothea Neff, attrice austriaca (n. 1903)
- 1987 - Sálim Ali, ornitologo indiano (n. 1896)
- 1987 - Mario Baldi, calciatore italiano (n. 1903)
- 1987 - George Julius Gulack, ginnasta statunitense (n. 1905)
- 1987 - Travis Jackson, giocatore di baseball statunitense (n. 1903)
- 1987 - Jan Mikusiński, matematico polacco (n. 1913)
- 1987 - Pietro Raimondi, vescovo cattolico italiano (n. 1896)
- 1988 - Frank Zamboni, imprenditore statunitense (n. 1901)
- 1988 - Brigitte Horney, attrice tedesca (n. 1911)
- 1988 - Antonio Tantay, cestista filippino (n. 1920)
- 1989 - Bruno Blotto Baldo, politico e imprenditore italiano
- 1989 - Antonio Maria Colini, archeologo italiano (n. 1900)
- 1989 - Paola Masino, scrittrice, traduttrice e librettista italiana (n. 1908)
- 1989 - Luigi Punzolo, arcivescovo cattolico italiano (n. 1905)
- 1989 - Pietro Sartoris, fumettista italiano (n. 1926)
- 1990 - Elizabeth Allan, attrice britannica (n. 1910)
- 1990 - Bobby Day, cantautore statunitense (n. 1928)
- 1990 - Ed Emshwiller, artista, illustratore e regista statunitense (n. 1925)
- 1991 - Pierre Brunet, pattinatore artistico su ghiaccio francese (n. 1902)
- 1991 - Giuseppe Carnovale, criminale italiano (n. 1946)
- 1991 - Michele Marzulli, poeta, pittore e scrittore italiano (n. 1908)
- 1992 - Livio Jannattoni, scrittore e giornalista italiano (n. 1916)
- 1992 - Amjad Khan, attore e regista indiano (n. 1940)
- 1992 - Giovanni Lizzio, poliziotto italiano (n. 1947)
- 1992 - Anthony Salerno, mafioso statunitense (n. 1911)
- 1992 - Ferdinand Wenauer, calciatore tedesco (n. 1939)
- 1993 - Guido Agnolin, arbitro di calcio italiano (n. 1912)
- 1993 - Reggie Lewis, cestista statunitense (n. 1965)
- 1994 - Kevin Carter, giornalista e fotografo sudafricano (n. 1960)
- 1994 - Rosa Chacel, scrittrice spagnola (n. 1898)
- 1994 - Salvatore De Simone, politico italiano (n. 1914)
- 1994 - Giuseppe Di Martino, regista e sceneggiatore italiano (n. 1921)
- 1994 - Angelo Tondi, generale e aviatore italiano (n. 1901)
- 1994 - Umberto Visentin, calciatore e allenatore di calcio italiano (n. 1909)
- 1995 - Rick Ferrell, giocatore di baseball statunitense (n. 1905)
- 1995 - Ennio Fialdini, politico italiano (n. 1926)
- 1995 - Marco Ricci, pittore e incisore italiano (n. 1938)
- 1995 - Miklós Rózsa, compositore ungherese (n. 1907)
- 1995 - Gorazd Zvonický, poeta, scrittore e presbitero slovacco (n. 1913)
- 1996 - Jane Drew, architetta britannica (n. 1911)
- 1996 - Jordan Filipov, calciatore bulgaro (n. 1946)
- 1996 - Johann Hofstätter, calciatore austriaco (n. 1913)
- 1996 - Max Winter, imprenditore e dirigente sportivo austriaco (n. 1904)
- 1996 - Antal Zirczy, schermidore ungherese (n. 1898)
- 1997 - Vittorio Enzo Alfieri, filosofo e antifascista italiano (n. 1906)
- 1997 - Ezio Maria Caserta, regista teatrale, drammaturgo e poeta italiano (n. 1938)
- 1997 - Karl Kreutz, militare tedesco (n. 1909)
- 1998 - Binnie Barnes, attrice britannica (n. 1903)
- 1998 - Zlatko Čajkovski, allenatore di calcio e calciatore jugoslavo (n. 1923)
- 1998 - Cleto Carbonara, filosofo italiano (n. 1904)
- 1998 - Elio Augusto Di Carlo, medico, ornitologo e storico italiano (n. 1918)
- 1998 - William McChesney Martin, banchiere statunitense (n. 1906)
- 1998 - Colman Von Keviczky, ufologo e militare ungherese (n. 1909)
- 1999 - Aleksandr Danilovič Aleksandrov, matematico sovietico (n. 1912)
- 1999 - Brandur Brynjólfsson, calciatore islandese (n. 1916)
- 1999 - Matjaž Cvikl, calciatore sloveno (n. 1967)
- 1999 - Harry Edison, trombettista statunitense (n. 1915)
- 1999 - Malachi Martin, presbitero, teologo e scrittore irlandese (n. 1921)
- 1999 - Albano Meazzini, partigiano e politico italiano (n. 1917)
- 1999 - Amilcare Tronca, ciclista su strada italiano (n. 1972)
- 2000 - Val Dufour, attore statunitense (n. 1927)
- 2000 - Gioacchino Paparelli, italianista e critico letterario italiano (n. 1914)
- 2000 - Gordon Solie, commentatore televisivo e giornalista statunitense (n. 1929)
- 2000 - Constance Stuart Larrabee, fotografa sudafricana (n. 1914)
- 2000 - Zbigniew Żupnik, pittore polacco (n. 1951)

## XXI secolo(150)
- 2001 - Piet Bromberg, hockeista su prato olandese (n. 1917)
- 2001 - Rhonda Sing, wrestler canadese (n. 1961)
- 2001 - Harold Land, sassofonista statunitense (n. 1928)
- 2001 - Giorgio Oliva, politico italiano (n. 1908)
- 2001 - Sergio Saviane, scrittore e giornalista italiano (n. 1923)
- 2001 - Leon Wilkeson, bassista statunitense (n. 1952)
- 2002 - Anatolij Bašaškin, calciatore e allenatore di calcio sovietico (n. 1924)
- 2002 - Krishan Kant, politico indiano (n. 1927)
- 2003 - Karin Booth, attrice statunitense (n. 1916)
- 2003 - Bob Hope, comico, cabarettista e attore britannico (n. 1903)
- 2003 - Jean Nguza Karl-i-Bond, politico della Repubblica Democratica del Congo (n. 1938)
- 2003 - Viktor Lysenko, calciatore sovietico (n. 1947)
- 2003 - Noronha, calciatore brasiliano (n. 1918)
- 2003 - Audrius Šlekys, calciatore lituano (n. 1975)
- 2003 - István Szimcsák, calciatore ungherese (n. 1933)
- 2004 - David Descalzo, cestista peruviano (n. 1920)
- 2004 - Elio Palumbo, paroliere, compositore e produttore discografico italiano (n. 1933)
- 2004 - Bob Tisdall, ostacolista e multiplista irlandese (n. 1907)
- 2005 - Tungia Baker, attrice neozelandese (n. 1939)
- 2005 - Cesare Cases, germanista, traduttore e critico letterario italiano (n. 1920)
- 2005 - Franco Di Francescantonio, attore e scenografo italiano (n. 1952)
- 2006 - Giovanni Meo Zilio, ispanista, linguista e politico italiano (n. 1923)
- 2006 - Matteo Santucci, calciatore italiano (n. 1948)
- 2006 - Mario Scaglia, scrittore e poeta italiano (n. 1931)
- 2006 - Aurelio Verra, partigiano e scrittore italiano (n. 1920)
- 2007 - Sergio Ercini, politico e scrittore italiano (n. 1934)
- 2007 - Fabio Ferrari, fisico italiano (n. 1926)
- 2007 - Giovanni Pesce, partigiano e politico italiano (n. 1918)
- 2007 - Vittorio Polli, imprenditore e letterato italiano (n. 1908)
- 2007 - Christophe Ruer, pentatleta francese (n. 1965)
- 2007 - Attilio Santarelli, calciatore italiano (n. 1934)
- 2008 - Raymonde Allain, modella e attrice francese (n. 1912)
- 2008 - Marisa Merlini, attrice italiana (n. 1923)
- 2008 - Yusuf Shahin, regista, sceneggiatore e produttore cinematografico egiziano (n. 1926)
- 2009 - Primo Buzzetti, politico italiano (n. 1926)
- 2009 - Dick Holub, cestista e allenatore di pallacanestro statunitense (n. 1921)
- 2009 - Paolo Pestrin, calciatore italiano (n. 1936)
- 2009 - Yvan Quenin, cestista e dirigente sportivo francese (n. 1920)
- 2009 - Perica Richter, pallanuotista croato (n. 1957)
- 2009 - George Russell, pianista, compositore e teorico della musica statunitense (n. 1923)
- 2009 - Aeronwy Thomas, scrittrice inglese (n. 1943)
- 2010 - Gary Bergen, cestista statunitense (n. 1932)
- 2010 - Maury Chaykin, attore canadese (n. 1949)
- 2010 - Karl Elsener, calciatore svizzero (n. 1934)
- 2010 - André Geerts, fumettista belga (n. 1955)
- 2010 - Attilio Mineo, compositore e arrangiatore statunitense (n. 1918)
- 2010 - Jack Tatum, giocatore di football americano statunitense (n. 1948)
- 2011 - Hilary Evans, giornalista e saggista britannico (n. 1929)
- 2011 - Ágota Kristóf, scrittrice e drammaturga ungherese (n. 1935)
- 2011 - Pietro Sambi, arcivescovo cattolico italiano (n. 1938)
- 2012 - Norman Alden, attore statunitense (n. 1924)
- 2012 - R.G. Armstrong, attore e drammaturgo statunitense (n. 1917)
- 2012 - Giovanni Battista Columbu, politico italiano (n. 1920)
- 2012 - Geoffrey Hughes, attore britannico (n. 1944)
- 2012 - József Hunics, canoista ungherese (n. 1936)
- 2012 - Tony Martin, attore e cantante statunitense (n. 1913)
- 2012 - Luigi Molfino, organista, compositore e direttore di coro italiano (n. 1916)
- 2012 - Pietro Oldani, calciatore italiano (n. 1929)
- 2012 - Ottavio Oro, militare italiano (n. 1971)
- 2012 - Kalman Taigman, superstite dell'Olocausto polacco (n. 1923)
- 2012 - Jack Taylor, arbitro di calcio inglese (n. 1930)
- 2012 - Cesare Viazzi, giornalista italiano (n. 1929)
- 2013 - Lindy Boggs, politica e diplomatica statunitense (n. 1916)
- 2013 - Giorgio De Sabbata, partigiano e politico italiano (n. 1925)
- 2013 - Aldo Fontana, calciatore italiano (n. 1935)
- 2013 - Suzanne Krull, attrice statunitense (n. 1966)
- 2013 - Michel Lemoine, attore e regista francese (n. 1922)
- 2013 - Santiago Santamaría, calciatore argentino (n. 1952)
- 2013 - Lilia Silvi, attrice italiana (n. 1921)
- 2014 - Lew Brown, attore statunitense (n. 1925)
- 2014 - Lilio Giannecchini, partigiano italiano (n. 1925)
- 2014 - Wah Wah Jones, cestista e allenatore di pallacanestro statunitense (n. 1926)
- 2014 - Francesco Marchisano, cardinale e arcivescovo cattolico italiano (n. 1929)
- 2014 - Abderrahim Mouadden, scrittore, critico letterario e giornalista marocchino (n. 1948)
- 2015 - John William Scott Cassels, matematico britannico (n. 1922)
- 2015 - Abdul Kalam, politico indiano (n. 1931)
- 2015 - Ivan Moravec, pianista ceco (n. 1930)
- 2015 - Anita Parmesani, fondista italiana (n. 1933)
- 2015 - Daniele Patucchi, compositore e bassista italiano (n. 1945)
- 2015 - Samuel Pisar, avvocato, scrittore e diplomatico statunitense (n. 1929)
- 2015 - Ilvano Rasimelli, politico e partigiano italiano (n. 1924)
- 2015 - Jerzy Twardokens, schermidore polacco (n. 1931)
- 2015 - Tony Vogel, attore britannico (n. 1942)
- 2016 - Sauro Cavallini, scultore italiano (n. 1927)
- 2016 - Mariano Delogu, politico e dirigente sportivo italiano (n. 1933)
- 2016 - Jerry Doyle, attore statunitense (n. 1956)
- 2016 - Paolo Gasparini, vulcanologo e fisico italiano (n. 1937)
- 2016 - Piet de Jong, politico olandese (n. 1915)
- 2016 - James Alan McPherson, scrittore statunitense (n. 1943)
- 2016 - Giovanni Nadiani, germanista, traduttore e poeta italiano (n. 1954)
- 2016 - Einojuhani Rautavaara, compositore finlandese (n. 1928)
- 2016 - Richard Thompson, fumettista e illustratore statunitense (n. 1957)
- 2017 - Natalino Gottardo, allenatore di calcio e calciatore italiano (n. 1950)
- 2017 - Kim Weon-kee, lottatore sudcoreano (n. 1962)
- 2017 - Valerij Maslov, calciatore sovietico (n. 1940)
- 2017 - Mario Tullio Montano, schermidore italiano (n. 1944)
- 2017 - Manfred Rummel, calciatore e allenatore di calcio tedesco (n. 1938)
- 2017 - Sam Shepard, drammaturgo, attore e sceneggiatore statunitense (n. 1943)
- 2017 - Franz Swoboda, calciatore austriaco (n. 1933)
- 2017 - Gilles Tremblay, compositore canadese (n. 1932)
- 2017 - Guido Visco Gilardi, calciatore italiano (n. 1925)
- 2017 - Peter Wegner, informatico russo (n. 1932)
- 2018 - Gervase Markham, programmatore britannico (n. 1978)
- 2018 - Vladimir Nikolaevič Vojnovič, scrittore russo (n. 1932)
- 2019 - Dianne Foster, attrice canadese (n. 1928)
- 2019 - Humphrey Mijnals, calciatore surinamese (n. 1930)
- 2019 - Luciano Paolicchi, politico italiano (n. 1925)
- 2019 - Jesué Pinharanda Gomes, filosofo e storico portoghese (n. 1939)
- 2019 - Cesare Rizzi, politico italiano (n. 1940)
- 2019 - Robert Schrieffer, fisico statunitense (n. 1931)
- 2019 - Roman Virastjuk, pesista ucraino (n. 1968)
- 2020 - Owen Arthur, politico barbadiano (n. 1949)
- 2020 - Khalil Taha, lottatore libanese (n. 1932)
- 2020 - Gianrico Tedeschi, attore e doppiatore italiano (n. 1920)
- 2021 - Sergio Asti, architetto e designer italiano (n. 1926)
- 2021 - Giuseppe De Donno, medico italiano (n. 1967)
- 2021 - Orlando Drummond, attore, doppiatore e conduttore radiofonico brasiliano (n. 1919)
- 2021 - Pete George, sollevatore statunitense (n. 1929)
- 2021 - Mo Hayder, scrittrice britannica (n. 1962)
- 2021 - Dusty Hill, bassista, tastierista e cantante statunitense (n. 1949)
- 2021 - Jasper Johnson, cestista statunitense (n. 1983)
- 2021 - Phillip King, scultore e docente britannico (n. 1934)
- 2021 - Einar Bruno Larsen, hockeista su ghiaccio e calciatore norvegese (n. 1939)
- 2021 - Gianni Nazzaro, cantante e attore italiano (n. 1948)
- 2021 - Jean-François Stévenin, attore francese (n. 1944)
- 2021 - Menchu Álvarez del Valle, giornalista spagnola (n. 1928)
- 2022 - Mary Alice, attrice statunitense (n. 1936)
- 2022 - Antonio Casagrande, attore italiano (n. 1931)
- 2022 - Elizaveta Dement'eva, canoista sovietica (n. 1928)
- 2022 - Tony Dow, attore, regista televisivo e produttore televisivo statunitense (n. 1945)
- 2022 - Taty Mbungu, calciatore della Repubblica Democratica del Congo (n. 1954)
- 2022 - Ernesto Ornati, scultore, pittore e incisore italiano (n. 1932)
- 2022 - Les Rothman, cestista e giocatore di baseball statunitense (n. 1926)
- 2022 - JayDaYoungan, rapper statunitense (n. 1998)
- 2022 - Celina Seghi, sciatrice alpina italiana (n. 1920)
- 2023 - Rune Richardsen, calciatore norvegese (n. 1962)
- 2023 - Stanisław Żurakowski, militare e storico polacco (n. 1920)
- 2024 - Jean Baptiste Bùi Tuần, vescovo cattolico vietnamita (n. 1927)
- 2024 - Luis Galarza, calciatore boliviano (n. 1950)
- 2024 - Pavel Kušnir, pianista, scrittore e attivista russo (n. 1984)
- 2024 - Mísia, cantante portoghese (n. 1955)
- 2024 - Edna O'Brien, scrittrice irlandese (n. 1930)
- 2024 - Francesco Pizzi, calciatore italiano (n. 1938)
- 2024 - Wolfgang Rihm, compositore tedesco (n. 1952)
- 2024 - Dante Rossi, politico sammarinese
- 2024 - Salvatore Sciascia, politico e dirigente d'azienda italiano (n. 1943)
- 2025 - Horst Mahler, attivista e pubblicista tedesco (n. 1936)
- 2025 - Giuseppe Ossorio, politico italiano (n. 1944)
- 2025 - Celso Valli, compositore, arrangiatore e produttore discografico italiano (n. 1950)
- 2025 - Christian Winiger, calciatore svizzero (n. 1945)